# New Japan Pro-Wrestling
New Japan Pro-Wrestling (新日本プロレス, Shin Nihon Puroresu) (NJPW) est une fédération majeure de catch (lutte professionnelle) japonaise, fondée en juin 1972 par Antonio Inoki. Le style du catch de la NJPW est le Shoot wrestling/Strong style. Avec son programme télévisé diffusé sur TV Asahi, il s'agit de la plus grande fédération de catch au Japon.
Créée après le renvoi d'Inoki de la Japan Wrestling Association (en), la NJPW se fait connaitre dans les années 1970 pour le combat boxeur vs. catcheur opposant Inoki à Mohamed Ali. Durant cette période, un partenariat avec la World Wide Wrestling Federation (WWWF puis WWF en 1979) se noue et aboutit à l'utilisation de deux ceintures par la NJPW et la WWWF : le championnat du monde poids-lourds d'arts-martiaux de la WWWF/WWF et le championnat poids-lourds-junior de la WWWF/WWF. Dans les années 1980, la fédération créée l'International Wrestling Grand Prix (IWGP), l'instance chargée de désigner les champions, ainsi que les différentes ceintures poids-lourds, par équipe et poids-lourds junior. Dans les années 1990, le partenariat avec la WWF prend fin et la NJPW décide de s'allier avec la World Championship Wrestling avec qui ils organisent les premiers spectacles au Tokyo Dome tous les 4 janvier ainsi que Collision in Korea. En 2005, Yuke's rachète la New Japan et la revend en 2012 à Bushiroad, Incorporated.

## Histoire

### Création (1972-1980)
Antonio Inoki tente au début des années 1970 de prendre le contrôle de la Japan Wrestling Association (en), mais se fait renvoyer pour cela à la fin de l'année 1971. En 1972, en réaction, il décide de créer sa propre fédération : la New Japan Pro-Wrestling. Le premier spectacle, intitulé Opening Series, a lieu le 6 mars dans l'Ota Ward Gymnasium de Tokyo, et voit Karl Gotch battre Inoki dans le match phare devant un public de 5 000 personnes,,. En avril 1973, la NJPW  signe un contrat de diffusion avec NET TV, maintenant connu sous le nom de TV Asahi. L'émission s'appelle World Wrestling. L'entreprise est chapeautée par sa ligue dirigeante : l'International Wrestling Grand Prix. En 1983, Hulk Hogan devient le premier champion poids lourd de l'IWGP en battant Inoki. Cependant, ce championnat est plus tard abandonné et la version actuelle du titre est étable en 1987. Inoki officie en tant que président de la fédération jusqu'en 1989, lorsqu’il est remplacé par Seiji Sakaguchi.
Le 24 avril 1989, la NJPW organise Battle Satellite, son premier spectacle au Tokyo Dome. La promotion est membre de la National Wrestling Alliance de 1975 à 1985 et encore une fois de 1992 à 1993. La NJPW est aussi affiliée à la NWA à la fin des années 2000 et au début des années 2010[Quand ?]. Le 4 janvier 1992, la NJPW s'associe à la World Championship Wrestling pour produire Super Warriors (en), le premier des spectacles du 4 janvier au Tokyo Dome, un événement annuel majeur pour la fédération. En avril 1995, la NJPW et la WCW organisent ensemble le spectacle Collision in Korea sur deux jours au stade du Premier-Mai de Pyongyang en Corée du Nord. Cet événement est le premier spectacle de catch ayant tenu lieu dans ce pays et détient encore un record d'audience avec 355 000 spectateurs en deux jours,,.
Plusieurs catcheurs américains viennent au Japon affronter Inoki, ce dernier remporte la plupart de ces combats afin d’accroître sa popularité.
En 1976, le boxeur Mohamed Ali est en voyage au Japon et provoque le public en déclarant qu'il n'y a aucun boxeur nippon apte à l'affronter. Inoki lui offre 6 000 000 dollars pour un combat. Ce match doit être au départ être plus proche du combat de catch, avec la victoire d'Inoki afin de satisfaire le public japonais.

## Personnel

### Liste des présidents
| Nom               | Période                |
| ----------------- | ---------------------- |
| Kanji Inoki       | 1972 - 1989            |
| Seiji Sakaguchi   | 1989 - 1999            |
| Tatsumi Fujinami  | 1999 - juin 2004       |
| Masakazu Kusama   | juin 2004 - juin 2005  |
| Simon Kelly Inoki | juin 2005 - avril 2007 |
| Naoki Sugabayashi | mai 2007 - Présent     |

## Championnats

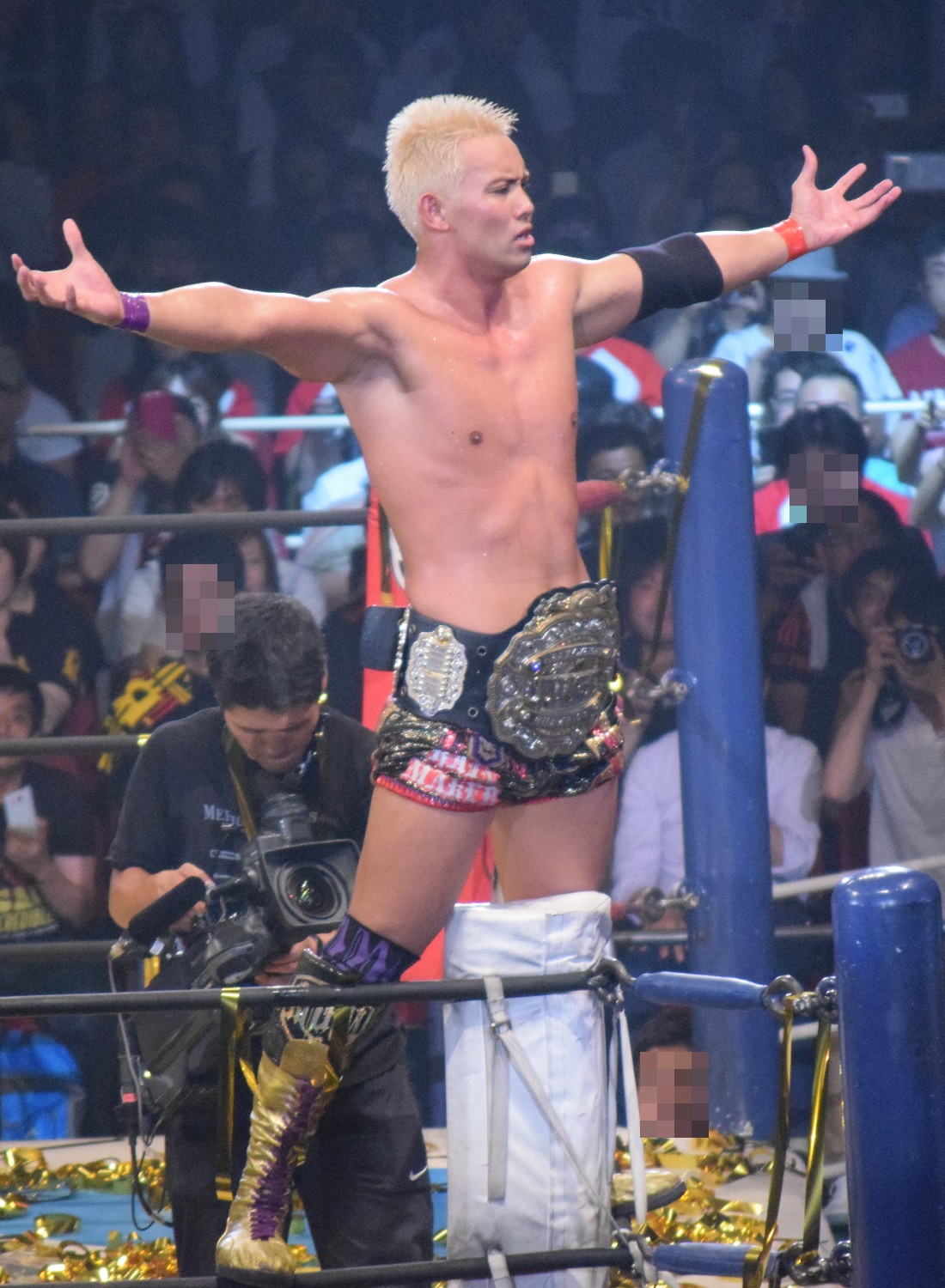
Kazuchika Okada, avec le titre poids-lourd IWGP en juillet 2015.

Les titres de la New Japan porte le nom d'« International Wrestling Grand Prix » (IWGP) pour les titres mondiaux et juniors, et de « "New Blood", "Evolution", "Valiantly", "Eternal" et "Radical" » (NEVER) pour les titres secondaires. Le NJPW Strong Openweight Championship est un titre réservé au programme américain NJPW Strong.

### Actuels
| Championnat                                   | Champion(s) actuel(s)                                                 | Victoire        | Champion(s) précédent(s)                                       |
| --------------------------------------------- | --------------------------------------------------------------------- | --------------- | -------------------------------------------------------------- |
| IWGP World Heavyweight Championship           | Zack Sabre Jr. (1)                                                    | 14 octobre 2024 | Tetsuya Naito (2)                                              |
| IWGP Global Heavyweight Championship          | Yota Tsuji (1)                                                        | 4 janvier 2025  | David Finlay (2)                                               |
| IWGP Women's Championship                     | Mayu Iwatani (1)                                                      | 23 avril 2023   | Mercedes Monè (1)                                              |
| IWGP Tag Team Championship                    | Young Bucks (2) (Matt Jackson & Nick Jackson))                        | 5 janvier 2025  | Vacant                                                         |
| IWGP Junior Heavyweight Championship          | El Desperado (5)                                                      | 5 janvier 2025  | DOUKI (1)                                                      |
| IWGP Junior Heavyweight Tag Team Championship | Ichiban Sweet Boys (Robbie Eagles (2) & Kosei Fusita) (2)             | 4 janvier 2025  | Intergalactic Jet Setters (2) (Kevin Knight (2) & KUSHIDA (4)) |
| NEVER Openweight Championship                 | Konosuke Takeshita (1)                                                | 4 janvier 2025  | Shingo Takagi (5)                                              |
| NEVER Openweight 6-Man Tag Team Championship  | House Of Torture (Ren Narita (2), Sho (3) & Yujiro Takahashi (4)) (1) | 30 janvier 2025 | Toru Yano (6), Oleg Bolting (2) & Hiroshi Tanahashi (6)        |
| Strong Openweight Championship                | Gabe Kidd (1)                                                         | 11 mai 2024     | Eddie Kingston (1)                                             |
| Strong Openweight Tag Team Championship       | TMDK (2) (Mikey Nicholls & Shane Haste)                               | 9 juin 2024     | Guerillas of Destiny (El Phantasmo & Hikuleo) (2)              |
| Strong Women's Championship                   | Mercedes Moné (1)                                                     | 30 juin 2024    | Stéphanie Vaquer (1)                                           |
| NJPW World Television Championship            | El Phantasmo (1)                                                      | 4 janvier 2025  | Ren Narita (1)                                                 |
| KOPW                                          | Titre retirée                                                         | 9 janvier 2025  | Great-O-Khan (1)                                               |

### Retirés
Le IWGP Heavyweight Championship et le IWGP Intercontinental Championship ont été désactivés le 4 mars 2021 lorsqu'ils ont fusionné pour former le IWGP World Heavyweight Championship. Le titre IGWP United States Heavyweight Championship a été retiré le 11 décembre 2023 pour laisser place au IWGP Global Heavyweight Championship.

## Tournois annuels
| Tournoi                    | Dernier(s) vainqueur(s)               | Victoire         |
| -------------------------- | ------------------------------------- | ---------------- |
| G1 Climax                  | Zack Sabre Jr.                        | 18 août 2024     |
| World Tag League           | Bishamon (Hirooki Goto & Yoshi-Hashi) | 14 décembre 2022 |
| Best of the Supers Juniors | El Desperado                          | 09 juin 2024     |
| Super Junior Tag League    | Lio Rush et YOH                       | 14 décembre 2022 |
| New Japan Cup              | SANADA                                | 21 mars 2023     |

## NJPW Greatest Wrestlers
Le NJPW Greatest Wrestlers correspond au temple de la renommée de la fédération. Cette dernière récompense les catcheurs qui ont contribué à son expansion. La cérémonie a lieu le 6 mars, date anniversaire de la fédération, chaque année où les prix sont décernés.
| Catcheurs             | Année | Notes |
| --------------------- | ----- | --- |
| Antonio Inoki         | 2007  | Fondateur de la fédération. Premier et décuple vainqueur du World League/MSG League/G1 Climax. Premier et champion poids-lourd IWGP à une reprise. Quadruple vainqueur du MSG Tag League.                |
| Seiji Sakaguchi       | 2007  | Champion d'Amérique du Nord Poids-Lourd de la WWF à une reprise. |
| Kantaro Hoshino (en)  | 2007  | Promoteur de la fédération. Vainqueur de la Six Man Tag Team Cup League 1988 Champion du Sud par équipe de la NWA à une reprise.                                                                         |
| Kotetsu Yamamoto (ja) | 2007  | Champion du Sud par équipe de la NWA à une reprise. |
| Shoji Kai (ja)        | 2009  | Arbitre de catch. Vainqueur de la coupe Karl Gotch 1974. |
| Kuniaki Kobayashi     | 2009  | Champion poids-lourd junior IWGP à une reprise. |
| Akira Maeda           | 2009  | Champion par équipe IWGP à deux reprises. Dernier champion International Poids-Lourd de la WWF. |
| Black Cat (en)        | 2009  | Arbitre de catch. Distinction décernée à titre posthume. |
| Animal Hamaguchi (en) | 2010  | Entraîneur de catch. Double champion par équipe All Asia. |
| Shinya Hashimoto      | 2010  | Fondateur de la Pro Wrestling Zero1. Champion poids-lourd IWGP à trois reprises. Champion par équipe IWGP à trois reprises. Vainqueur du G1 Climax à une reprise. Distinction décernée à titre posthume. |
| Don Arakawa (ja)      | 2011  | Champion par équipe des Caraïbes de la WWC. |

## Partenariats
La NJPW a collaboré tout au long de son histoire avec beaucoup d'autres fédérations, américaines et mexicaines notamment dont voici une liste (ils sont visibles lors de Wrestle Kingdom par exemple) :
- Actuels
  -  All Elite Wrestling (AEW) ;
  -  Impact Wrestling (IMPACT) ;
  -  Major League Wrestling (MLW) ;
  -  Ring of Honor (ROH) ;
  -  Consejo Mundial de Lucha Libre (CMLL) ;
  -  Revolution Pro Wrestling (RPW) ;

- Anciens
  -  World Championship Wrestling (WCW) ;
  -  All Japan Pro Wrestling (AJPW) ;
  -  Wrestle Association-R (WAR) ;
  -  Pro Wrestling Zero1 (Zero1) ;
  -  Dramatic Dream Team (DDT) ;
  -  PRIDE Fighting Championship (PRIDE) ;
  -  Jersey All Pro Wrestling (JAPW)[16] ;
  -  Pro Wrestling NOAH (NOAH) ;
  -  Global Force Wrestling (GFW).
  -  World Wrestling Entertainment (WWE).